# ویولون در توپ
ویولون در توپ (فرانسوی: Les Violons du bal‎) یک فیلم است که در سال ۱۹۷۴ منتشر شد. از بازیگران آن می‌توان به ژان لویی ترنتینیان، ماری-ژوزه نات، و ایو آفونسو اشاره کرد.
ماریه-ژوزه نات جایزه بهترین بازیگر زن جشنواره فیلم کن سال ۱۹۷۴ میلادی را برای بازی در این فیلم دریافت کرد.